# Heteromys australis
Heteromys australis е вид бозайник от семейство Торбести скокливци (Heteromyidae).

## Разпространение
Видът е разпространен във Венецуела, Еквадор, Колумбия и Панама.